# Trévilly
Trévilly är en kommun i departementet Yonne i regionen Bourgogne-Franche-Comté i norra Frankrike. Kommunen ligger i kantonen Guillon som tillhör arrondissementet Avallon. År 2018 hade Trévilly 65 invånare.

## Befolkningsutveckling
Antalet invånare i kommunen Trévilly
| Referens: INSEE |